# Cathédrale de l'icône Fiodorovskaïa de la Mère de Dieu
 (janvier 2023).
La mise en forme du texte ne suit pas les recommandations de Wikipédia : il faut le « wikifier ».
Les points d'amélioration suivants sont les cas les plus fréquents :
- Les titres sont pré-formatés par le logiciel. Ils ne sont ni en capitales, ni en gras.
- Le texte ne doit pas être écrit en capitales (les noms de famille non plus), ni en gras, ni en italique, ni en « petit »…
- Le gras n'est utilisé que pour surligner le titre de l'article dans l'introduction, une seule fois.
- L'italique est rarement utilisé : mots en langue étrangère, titres d'œuvres, noms de bateaux, etc.
- Les citations ne sont pas en italique mais en corps de texte normal. Elles sont entourées par des guillemets français : « et ».
- Les listes à puces sont à éviter, des paragraphes rédigés étant largement préférés. Les tableaux sont à réserver à la présentation de données structurées (résultats, etc.).
- Les appels de note de bas de page (petits chiffres en exposant, introduits par l'outil «  Source ») sont à placer entre la fin de phrase et le point final[comme ça].
- Les liens internes (vers d'autres articles de Wikipédia) sont à choisir avec parcimonie. Créez des liens vers des articles approfondissant le sujet. Les termes génériques sans rapport avec le sujet sont à éviter, ainsi que les répétitions de liens vers un même terme.
- Les liens externes sont à placer uniquement dans une section « Liens externes », à la fin de l'article. Ces liens sont à choisir avec parcimonie suivant les règles définies. Si un lien sert de source à l'article, son insertion dans le texte est à faire par les notes de bas de page.
- La présentation des références doit suivre les conventions bibliographiques. Il est recommandé d'utiliser les modèles {{Ouvrage}}, {{Chapitre}}, {{Article}}, {{Lien web}} et/ou {{Bibliographie}}. Le mode d'édition visuel peut mettre en forme automatiquement les références.
- Insérer une infobox (cadre d'informations à droite) n'est pas obligatoire pour parachever la mise en page.

Pour une aide détaillée, merci de consulter Aide:Wikification.
Si vous pensez que ces points ont été résolus, vous pouvez retirer ce bandeau et améliorer la mise en forme d'un autre article.
La Cathédrale de l'icône Fiodorovskaïa de la Mère de Dieu (également cathédrale Notre-Dame Fiodorovskaya, en russe : Феодоровский собор) est une église orthodoxe à Saint-Pétersbourg, en Russie. Il appartient au doyenné central du diocèse de Saint-Pétersbourg de l'Église orthodoxe russe. La cathédrale a été construite pour célébrer le tricentenaire de Romanov.
Le bâtiment en béton armé a été conçu dans le style des cathédrales de Rostov depuis l'avènement du tsar Michel Fiodorovitch Romanov selon le projet de Stepan Kritchinski (en russe : Степа́н Само́йлович Кричи́нский, 1874–1923).

## Histoire
De la fin du XIXe siècle jusqu'à la Révolution russe de 1917, le terrain où se trouve aujourd'hui l'église appartenait à la résidence citadine du monastère Feodorovsky-Gorodetsky du diocèse de Nijni Novgorod. En 1904, une petite église est consacrée à l'icône Fiodorovskaïa de la Mère de Dieu et de Saint Alexis, métropolite de Moscou, pour commémorer la naissance du tsarévitch Alexei. En 1906, l'abbé Archimandrite Alexy (Yakovlev) demanda l'extension du territoire de la résidence citadine du monastère Gorodetsky pour la construction d'une nouvelle église spacieuse « en raison de l'étroitesse de l'église Aleksievskaïa ». En 1909, le concept était « d'ériger un monument majestueux au règne réussi de 300 ans de la dynastie Romanov ».
Le concours de projets a eu lieu et le projet de Stepan Samoïlovitch Kritchinski a été sélectionné. La première pierre de la cathédrale est posée le 5 août 1911. La consécration de l'église haute eut lieu le 15 janvier 1914. La Première Guerre mondiale a influencé les plans de construction et de décoration de la cathédrale et des autres bâtiments sur son site.
Après la révolution de 1917, l'église elle-même a cessé d'être un métochion monastique (cour du monastère) et a reçu le statut d'église paroissiale. La vie paroissiale de ces années était étroitement liée à l'activité de la confrérie Alexandre Nevsky, qui existait à Petrograd-Leningrad dans les années 1920 et au début des années 1930. La Fraternité s'est engagée dans un travail missionnaire, éducatif et caritatif actif malgré l'environnement hostile de l'État soviétique. Le dernier abbé de la cathédrale Fiodorovsky avant sa fermeture, l'archimandrite Lev (Egorov), était l'un des dirigeants de la confrérie. L'archimandrite Lev a été arrêté en février 1932 avec de nombreux autres membres de la Confrérie. Il a été condamné à 10 ans de camp de travail pénitentiaire. Il y fut condamné à mort et fusillé le 20 septembre 1937. Aujourd'hui, l'Église le place dans l'armée des nouveaux martyrs et confesseurs de l'Église orthodoxe russe.
La paroisse a été dissoute par décision du comité exécutif de l'oblast de Leningrad du 10 mai 1932. Les autorités ont considéré que « l'église Romanov ... convenait à l'usine de lait Soyouzmoloko », qui a déterminé le sort du bâtiment de la cathédrale Fiodorovsky pendant plus de soixante-dix ans. Pendant ce temps, son apparence externe et interne a été modifiée presque au-delà de la reconnaissance. La cathédrale à l'origine à deux étages avec cinq dômes est devenue un bâtiment industriel presque cubique de cinq étages entouré de bâtiments en briques attachés de manière chaotique.

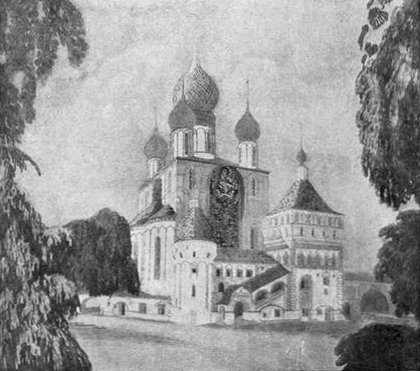
Cathédrale Fiodorovsky à Saint-Pétersbourg. Journal Novoïe Vremia, mars 1911. N° 12578.

Au début des années 1990, il a été décidé d'expulser l'usine de lait du bâtiment de la cathédrale Fiodorovsky et de restituer le bâtiment au diocèse de Saint-Pétersbourg, mais il a fallu 13 ans pour mettre en œuvre cette décision. Entre-temps, la vie paroissiale reprenait. En 1998, une chapelle des Saints Nouveaux Martyrs et Confesseurs de Russie a été construite sur le site attribué à proximité, où le culte régulier a commencé. Les paroissiens et les bienfaiteurs ont fait don de leur travail, de leur temps et de leur argent et l'église était remplie de prière et de communication chrétienne. Le 4 août 2005, la municipalité a repris le bâtiment de la cathédrale Fiodorovsky, qui a été dévasté par des pièces malodorantes, sales, désordonnées et mal chauffées. La communauté a commencé des activités éducatives. Au deuxième étage (église supérieure) sous le plafond bas de l'usine, les services ont eu lieu pendant un total de deux ans du 28 août 2005 au 29 août 2007.
La restauration a commencé à l'été 2007 et a duré six ans sans une seule journée d'interruption. La portée des travaux dans le bâtiment de la cathédrale, qui avait été utilisé comme usine industrielle pendant des décennies, était énorme. Du côté positif, le processus de restauration a permis de corriger certaines lacunes et imperfections apparues lors du processus de construction d'origine. Pour le centenaire de la construction en 2013, la cathédrale a été restaurée et redécorée.

## Description
La cathédrale Fiodorovsky, construite dans un style néo-russe par l'architecte Stepan Kritchinski, rappelle des exemples célèbres de l'architecture des églises russes anciennes. Les motifs architecturaux des églises et des tours des villes russes historiques : Rostov, Iouriev-Polski, Iaroslavl, Souzdal peuvent être reconnus dans la silhouette générale de la cathédrale et ses parties et détails individuels.
Une caractéristique stylistique importante de la cathédrale est l'asymétrie multiple. Chacune des trois tours sur le périmètre de la cathédrale est différente. Les toits sont tout aussi variés.

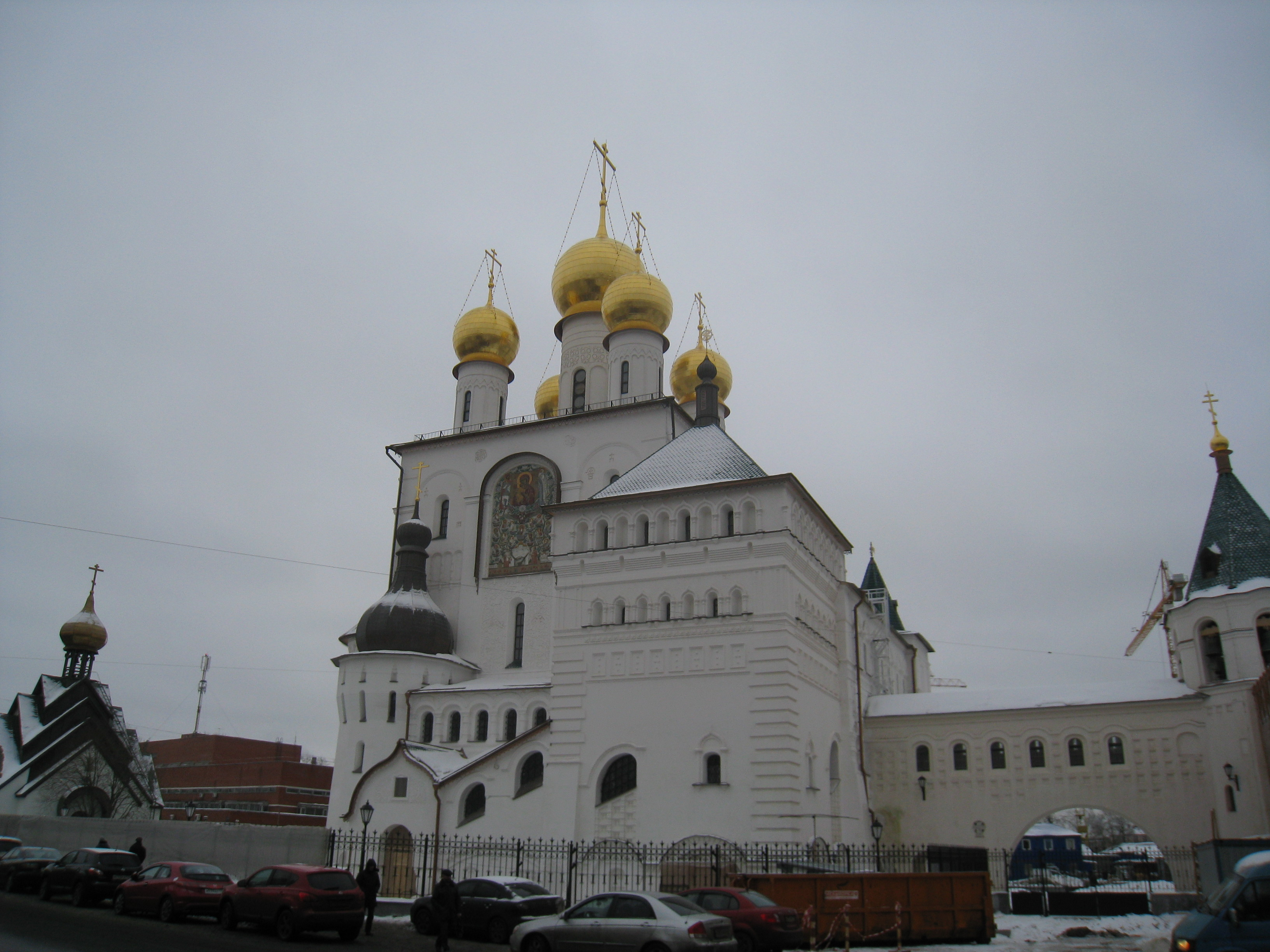
Cathédrale Fiodorovsky à Saint-Pétersbourg. Façade nord, majolique, porche du tsar. Janvier 2013.

Les murs extérieurs de la cathédrale sont recouverts de "pierre Staritsky" blanche - calcaire décoré de diverses sculptures, dont des animaux mythiques : une licorne, un phénix, un aigle à deux têtes, un oiseau Sirin et parmi eux un lion.
Conformément au droit canonique de l'Église orthodoxe, l'autel de la cathédrale fait face à l'est. Cependant, l'entrée principale n'est pas du côté ouest opposé, mais s'ouvre sur la rue Mirgorodskaïa. Ainsi, la façade principale est la façade nord de la cathédrale, sur laquelle se trouve la décoration extérieure la plus importante de la cathédrale - un panneau de majolique de huit mètres de long "Intercession de la Mère de Dieu sur la dynastie".
Le panneau de majolique a été complètement détruit à l'époque soviétique et a dû être recréé. Le panneau représente l'icône Fiodorovskaïa de la Mère de Dieu au sommet d'un arbre symbolique de la sainteté russe. Dans les branches de l'arbre se trouvent les saints : Pierre et Alexis de Moscou, Fiodor d'Ouglitch et Joasaph de Belgorod, les nobles princes André Bogolioubski et Alexandre Nevski, le tsarévitch Dmitri d'Ouglitch, le saint byzantin Michel Maleïnos (patron du tsar Michel Fiodorovitch Romanov), Serge de Radonège, Zosima et Sabbatius de Solovki, Varlaam de Khoutyne, Séraphin de Sarov, Euphrosyne de Souzdal et Anna de Kachine. Dans la partie inférieure du panneau, les figures du patriarche Philarète et de son fils le tsar Michel Fiodorovitch Romanov s'élèvent au-dessus des murs du monastère Ipatiev à Kostroma.
Dans la partie supérieure de la majolique devant l'icône se trouvent le grand martyr Théodore le Stratilate, qui a donné son nom à l'icône Fiodorovskaïa, et le hiéromartyr Hypace de Gangra, qui a donné son nom au monastère Ipatievski de Kostroma.
L'entrée principale du temple se présente sous la forme du "porche du tsar". Deux paires de portes mènent séparément dans l'église supérieure et inférieure. Un large escalier de marbre mène du porche du tsar à l'église haute. Il a été recréé à notre époque pour remplacer l'original qui a été détruit à l'époque soviétique. La plupart des peintures anciennes ont péri sous le carrelage qui couvrait les murs de l'usine soviétique. Les fragments visibles aujourd'hui sont tout ce que les restaurateurs ont pu découvrir et sauver.

## Église inférieure
L'église inférieure est dédiée au saint prince orthodoxe Alexandre Nevski et à la sainte isapostole Marie Madeleine, les patrons célestes de l'empereur Alexandre III et son épouse, l'impératrice Marie Fiodorovna.
Lors de la décoration de l'église inférieure, les constructeurs ont voulu imiter le style des églises de Novgorod du XIIIe siècle, qui évoquerait l'ère Alexandre Nevski. Ce plan n'a jamais été mis en œuvre. Parmi le grand nombre de photographies et de documents d'archives qui ont survécu pour la cathédrale, il n'y avait pas une seule photographie ou dessin de l'église inférieure. Aujourd'hui, l'église inférieure est conçue et décorée selon les souhaits de ses fondateurs d'origine et les besoins liturgiques modernes de l'église. L'archimandrite Zinon (Théodore), peintre d'icônes contemporain bien connu, a pris la direction artistique générale pour la conception de l'église inférieure.
Tout l'intérieur de l'église inférieure est subordonné au but du rassemblement eucharistique de l'église. Dans l'abside centrale se trouve une table sacrée en pierre (autel) sous un dais en marbre (ciborium). Le mur oriental montre la Communion des Apôtres. Dans la coquille au-dessus du dais se trouvent les symboles des quatre évangiles : un homme (Matthieu), un lion (Marc), un veau (Luc) et un aigle (Jean). Ces animaux bibliques entourent l'étimasie ("trône pourvu") - un trône royal vide symbolisant l'anticipation du retour du Christ. Le long du mur oriental, sous la fresque, se trouvent des sièges pour les prêtres, et au centre, en haut, se trouve une cathèdre - un trône liturgique réservé à un évêque.
La zone de l'autel est séparée de la zone principale de l'église par un muret de pierre. Dans l'abside nord se trouve le prothèsis avec la tablette sacrificielle, dans celle du sud le diakonikon. Les fresques de l'abside nord reprennent les modèles de l'Ancien Testament du sacrifice du Calvaire et de l'Eucharistie : "Ligature d'Isaac" et "La rencontre d'Abraham avec Melchisédek", "Théophanie sur le buisson ardent à Moïse", "Moïse recevant les tables de la Loi" et "Moïse faisant sortir l'eau du Rocher". Sur les murs du diakonikon sont représentés les événements du Nouveau Testament: des diacres choisis pour le service social selon le livre des Actes, et l'apôtre Paul, représenté deux fois : à gauche comme Saul de Tarse, gardant les vêtements les gens qui lapidaient protomartyr diacre Étienne, à droite comme l'apôtre, auteur de 14 épîtres.
Au centre du sol de l'église se trouve un labyrinthe de marbre noir et blanc, symbole du chemin humain vers Dieu. Le labyrinthe a été calqué sur le labyrinthe de la cathédrale de Chartres en France.

## Église supérieure
Le volume intérieur de l'église supérieure est complété par les bas-côtés nord et sud et une antéglise spacieuse à l'ouest.
Aujourd'hui, comme il y a 100 ans, il y a trois autels dans l'église supérieure. L'autel central est dédié à l'icône Fiodorovskaïa de la Mère de Dieu et à Saint Michel Maleïnos, le saint patron céleste du premier tsar de la Maison Romanov, Michel Fiodorovitch. L'autel latéral sud est dédié aux passionnés royaux. L'autel latéral nord est dédié aux Saints Nouveaux Martyrs et Confesseurs de l'Église Orthodoxe Russe.
L'iconostase à cinq niveaux était à l'origine taillée dans du tilleul et dorée. Aujourd'hui, l'iconostase a été reconstruite sur la base du modèle détruit.
Au centre de l'église est suspendu un lustre en bronze ajouré d'un diamètre de 6,5 mètres en forme de "Couronne du Grand Ordre" (russe: Корона (Шапка) Большого Наряда, la couronne royale de Mikhail Fiodorovitch), également nouveau, sur quatre chaînes créées pour remplacer celle perdue.

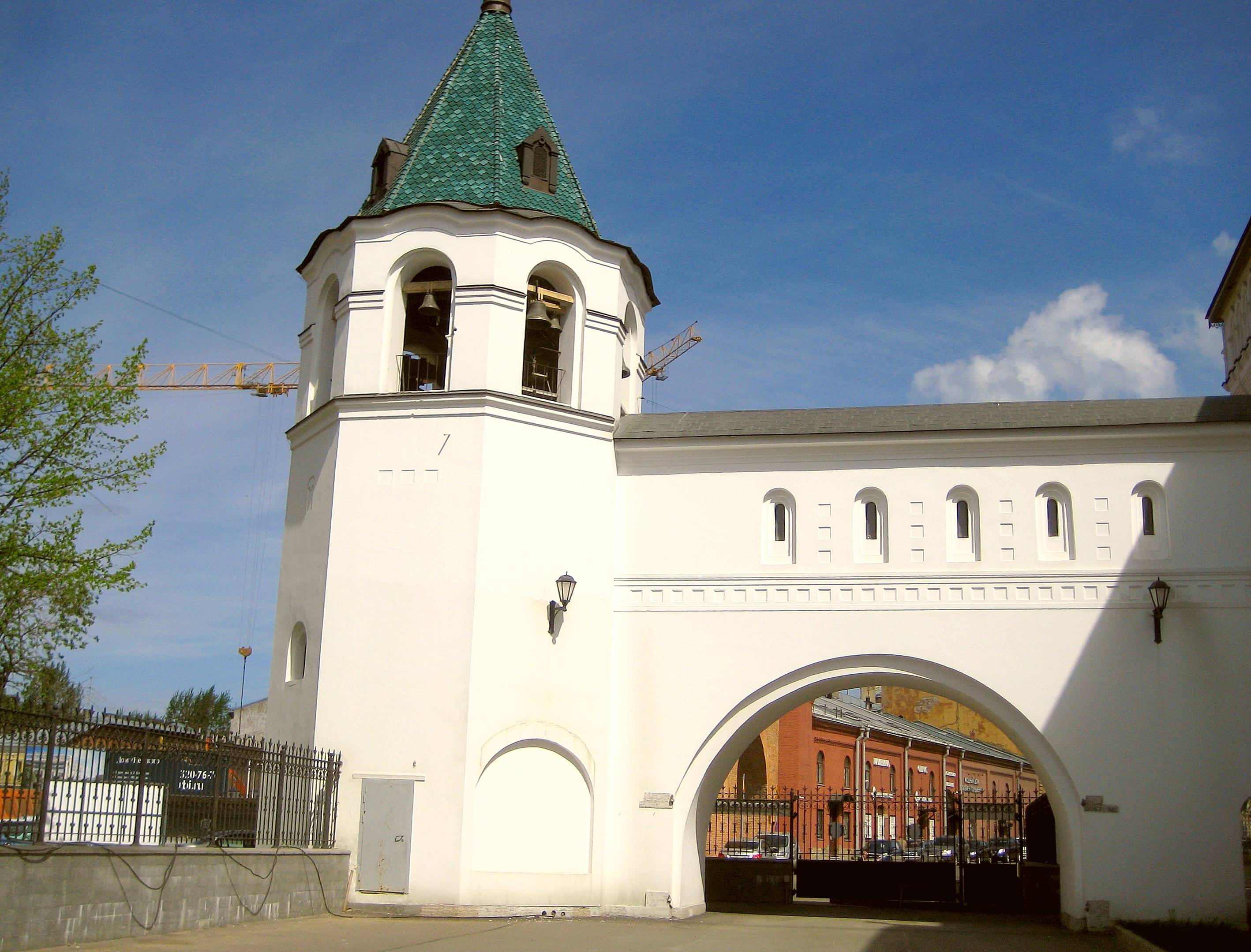
Le mur du "kremlin" et le clocher.

## Clocher
Le clocher de la cathédrale Fiodorovsky, conçu dans le style des clochers de Iaroslavl du XVIIe siècle, est situé en face de la façade ouest et est relié à l'église supérieure par un passage couvert. Il a une forme octogonale avec de larges ouvertures pour les cloches. Un toit de tuiles en croupe est couronné d'une croix dorée.
Le clocher avait onze cloches appelées "carillons Romanovsky". Le poids total des cloches était d'environ 17 tonnes. Le sort des cloches d'origine de la cathédrale Fiodorovsky est inconnu. Très probablement, ils étaient cassés et fondus. Au XXIe siècle, toutes les cloches ont été fidèlement reproduites.

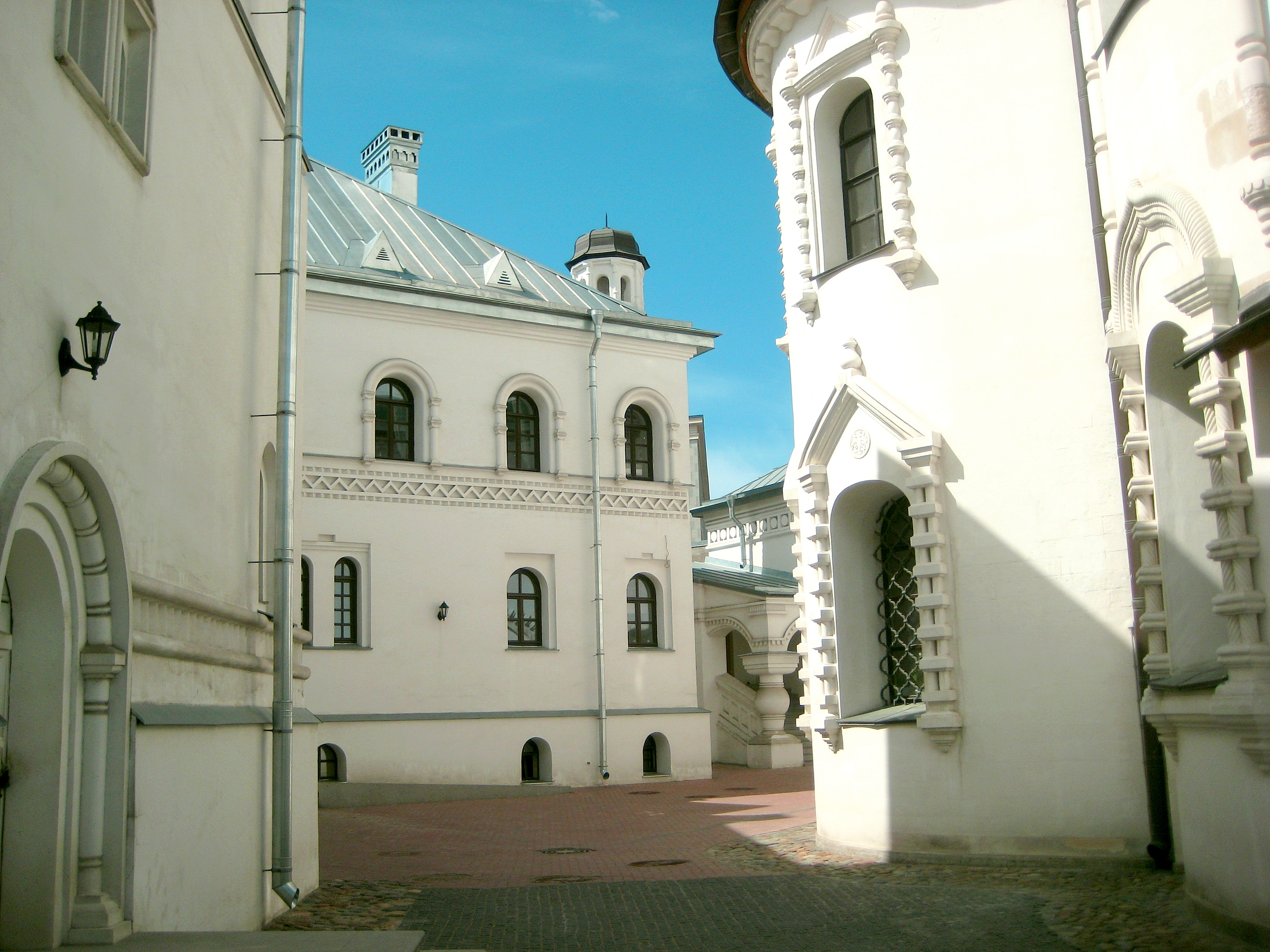
Le presbytère et la façade est de la cathédrale.

## Presbytère et mur
Le presbytère a été construit en 1915-1916 selon le projet de l'architecte Stepan Krichinsky à proximité immédiate de la cathédrale. La seule photographie conservée de 1938 montre un bâtiment dans le style des maisons moscovites du XVIIe siècle, situé au sud de la cathédrale. La maison a été détruite dans les années 1960. La reconstruction a été en grande partie achevée en 2014, et bien que le nom historique "Le presbytère" ait été conservé, la maison a maintenant un objectif différent en tant que centre éducatif (russe : Просветительский центр) où diverses activités religieuses et éducatives ont lieu, toutes dans le but de le pour servir des sermons évangéliques, pour lesquels la cathédrale Fiodorovsky a été relancée.
Un fragment d'un mur de briques rouges "Kremlin" à côté du clocher de la cathédrale est une autre partie de l'ensemble architectural que l'architecte a conçu autour de la cathédrale Fiodorovsky au début du XXe siècle. Ce mur devait également être recouvert de pierre blanche, mais restait dans sa forme « inachevée ».
Le projet de donner à la place devant la cathédrale le nom d'Alexandre Nevski et de lui ériger un monument ne s'est jamais concrétisé.